# Il carissimo Billy
Il carissimo Billy (Leave It to Beaver) è una serie televisiva statunitense trasmessa in 234 episodi nell'arco di 6 stagioni dal 1957 al 1963. 
Nel corso degli anni cinquanta la presenza ricorrente di attori bambini nelle sitcom familiari aveva acquisito sempre maggiore rilevanza: Judy Nugent e Jimmy Hawkins in The Ruggles (1949-52); Sheila James in Mio padre, il signor preside (1950-55); Ricky Nelson in The Adventures of Ozzie and Harriet (1952-66); Rusty Hamer, Sherry Jackson e Angela Cartwright in Make Room for Daddy (1953-65); Lauren Chapin in Papà ha ragione (1954-60). Il passaggio da comprimari a protagonisti si era già compiuto alla televisione nel 1954-55 in popolarissimi programmi per ragazzi: Lee Aaker in Le avventure di Rin Tin Tin (1954-59), Tommy Rettig in Lassie (1954-57), Robert Diamond in Furia (1955-60). Con Il carissimo Billy per la prima volta un ragazzino, Theodore Cleaver detto "Beaver", diventa ora protagonista di una sitcom familiare e l'intera storia è raccontata attraverso i suoi occhi. A interpretare la parte fu chiamato Jerry Mathers, giunto alla televisione dopo la positiva esperienza al cinema ne La congiura degli innocenti (1955) di Alfred Hitchcock. Completavano il cast un altro attore bambino, Tony Dow, nel ruolo del fratello maggiore, e i "genitori" Barbara Billingsley e Hugh Beaumont.
La serie fu scritta da Joe Connelly e Bob Mosher e realizzata con la regia di David Butler, Norman Toker, Norman Abbott ed altri. Negli Stati Uniti d'America la serie fece il suo debutto nel 1957 sul network televisivo CBS; l'anno successivo passò al network ABC, che continuò a trasmetterlo fino al 1963. Nella versione italiana, trasmessa dalla Rai negli anni sessanta, il nomignolo "Beaver" fu sostituito da "Billy".
Come altre serie televisive statunitensi, Il carissimo Billy è un'esemplificazione idealizzata della vita di una famiglia del ceto medio residente in un quartiere residenziale di una città statunitense negli anni intorno alla metà del ventesimo secolo. Billy vive infatti nel sobborgo di una città della California insieme alla sua famiglia composta dal fratello Wally, dalla madre June e dal padre Ward. I telefilm raccontano le sue avventure a scuola, a casa e nel quartiere. Billy preferisce andare in giro con i suoi amici e leggere fumetti piuttosto che frequentare la chiesa o prendere lezioni di danza. Nella maggior parte degli episodi, il ragazzo combina qualche guaio e alla fine riceve dal padre istruzioni morali riguardo al suo cattivo comportamento. Alla fine tutto si conclude con un sostanzioso pasto preparato dalla madre.
La serie ebbe una grande popolarità: in sei stagioni vennero trasmessi 234 episodi. Nel 1963 fu cancellata perché i protagonisti erano cresciuti e volevano andarsene: l'attore che interpretava Billy/Beaver stava per entrare alla scuola superiore, mentre l'attore che interpretava suo fratello stava per prendersi il diploma. Negli anni settanta, a seguito della vendita dei diritti di trasmissione a diverse emittenti televisive locali, la serie conobbe in USA una nuova popolarità, per cui nel 1985 venne realizzato il sequel televisivo The New Leave it to Beaver. Nel 1997 uscì il film Leave it to Beaver, che fu distribuito anche in Italia con il titolo Ci pensa Beaver. Nel 2007 in USA la televisione via cavo TV Land ha celebrato il 50º anniversario del telefilm con una maratona televisiva.

## Episodi
| Stagione         | Episodi | Prima TV USA | Prima TV Italia |
| ---------------- | ------- | ------------ | --------------- |
| Prima stagione   | 39      | 1957-1958    |                 |
| Seconda stagione | 39      | 1958-1959    |                 |
| Terza stagione   | 39      | 1959-1960    |                 |
| Quarta stagione  | 39      | 1960-1961    |                 |
| quinta stagione  | 39      | 1961-1962    |                 |
| sesta stagione   | 39      | 1962-1963    |                 |